# 58707 Кіоші
58707 Кіоші (58707 Kyoshi) — астероїд головного поясу, відкритий 2 лютого 1998 року.
Тіссеранів параметр щодо Юпітера — 3,377.